# Calicnemia sudhaae
Calicnemia sudhaae е вид водно конче от семейство Platycnemididae.

## Разпространение
Видът е разпространен в Индия (Мизорам).